# 서울지방공정거래사무소
서울지방공정거래사무소(서울地方公正去來事務所)는 대한민국 공정거래위원회의 소속기관이다. 2005년 12월 19일 발족하였으며, 경기도 과천시 관문로 47 정부과천청사 2동 2층에 위치하고 있다. 소장은 고위공무원단 나등급에 속하는 일반직공무원으로 보한다.

## 직무
- 경쟁촉진·거래공정화 및 소비자보호에 관한 교육·홍보
- 위원회 소관 법령 질의에 대한 회신 및 상담
- 사업자단체의 경쟁제한적 정관 등 내부규정의 조사·시정
- 사업자와 사업자단체의 공정경쟁규약 심사·관리
- 불공정거래행위·재판매가격유지행위·불공정가맹사업거래행위·불공정하도급거래행위 및 불공정유통거래행위의 실태조사
- 불공정거래행위·재판매가격유지행위·불공정가맹사업거래행위·불공정하도급거래행위 및 불공정유통거래행위의 조사, 시정조치, 과징금 부과 및 이행 확인
- 「독점규제 및 공정거래에 관한 법률」 제19조에 따른 부당한 공동행위 및 같은 법 제26조에 따른 사업자단체의 금지행위에 대한 조사, 시정조치, 과징금 부과 및 이행 확인
- 「독점규제 및 공정거래에 관한 법률」 제3조의2에 따른 시장지배적지위 남용행위에 대한 조사, 시정조치, 과징금 부과 및 이행 확인
- 표시·광고, 전자상거래, 통신판매, 할부거래 및 특수판매 분야의 실태조사
- 「표시·광고의 공정화에 관한 법률」 위반행위의 조사, 시정조치, 과징금 부과 및 이행 확인
- 「방문판매 등에 관한 법률」, 「전자상거래 등에서의 소비자보호에 관한 법률」 및 「할부거래에 관한 법률」 위반행위의 조사, 시정조치, 영업정지, 등록 취소, 과징금 부과 및 이행의 확인
- 그 밖에 사무소의 운영에 관한 사항

## 연혁
- 2005년 12월 19일: 공정거래위원회 소속으로 서울지방공정거래사무소 설치.[2]

## 관할구역
- 서울특별시
- 인천광역시
- 경기도
- 강원특별자치도

## 조직

### 소장
- 총괄과[3]
- 경쟁과[4]
- 소비자과[4]
- 건설하도급과[4]
- 제조하도급과[4]